# Przemysław Czarnek
Przemysław Czarnek (* 11. června 1977 Koło) je polský politik a vysokoškolský učitel, od roku 2015 do 2019 byl vojvodou Lublinského vojvodství. V roce 2019 byl za stranu Právo a spravedlnost zvolen členem devátého sejmu. Czarnek je známý díky svým výrokům proti LGBT komunitě a jejím právům, kontroverzními komentáři o ženských právech či pro podporu tělesných trestů u dětí. V opozici podal trestní žalobu na uznání ukrajinských obětí Zemské armády v Sahryńském masakru roku 1944.
Dne 19. října 2020 byl jmenován ministrem vzdělání a vědy.

## Dětství a vzdělání
Vyrůstal v Goszczanówě v okrese Sieradz v Lodžském vojvodství na západě Polska. Jeho matka byla zdravotní sestra a jeho otec řidič nákladního auta. Když dosáhl 15 let, přestěhoval se za strýcem do Lublinu.
V roce 2001 dokončil studium práva na Katolické univerzitě v Lublinu, kde v roce 2006 získal doktorát z konstitučního práva a v roce 2015 habilitaci.

## Politická kariéra
Czarnek byl jmenován vojvodou Lublinského vojvodství, ale na tuto funkci rezignoval, když byl ve volbách v roce 2019 zvolen členem sejmu. Podle profesora Katolické univerzity v Lublinu, Alfreda Wierzbického, Czarnkova politika pochází z extremistické pravicové strany „Radikální národní tábor“.

### Ministr vědy a školství
Začátkem října 2020 bylo oznámeno, že Czarnek bude pravděpodobně jmenován do funkce ministra vzdělání a vědy (která bude později rozdělena na ministra vědy a vyššího vzdělání a ministra národního vzdělání), krátce před tím než bylo testem zjištěno, že je pozitivní na SARS-CoV-2. Formálně byl ministrem vzdělání a vědy jmenován 19. října 2020.
Ředitelé 79 univerzit v Polsku vydali společné prohlášení kritizující Czarnkovy plánované reformy. Argumentovali, že zasahují do autonomie univerzit, brání akademické svobodě a na univerzitách umožňují učení pseudovědeckého pohledu.

## Postoje k právům LGBT+
Przemysław Czarnek se několikrát veřejně vyjádřil ohledně lidských práv. V roce 2018 se v Lublinu konala manifestace za rovnost, LGBT komunitu a práva minoritní populace včetně invalidů, uprchlíků, etnických a náboženských minorit. Przemysław Czarnek označil tuto manifestaci jako „perverzní a úchylnou“ a také za nepovolenou.
V roce 2020 byla více než 170 akademiky podepsána mezinárodní petice, která požadovala mezinárodní bojkot Przemysława Czarnka za jeho „homofobní, xenofobní, misogynistické pohledy“. Czarnek s obsahem petice nesouhlasil a odmítal ji se slovy, že nemůže být misogynní, protože respektuje svoji manželku a Pannu Marii.